# Paraleptastacus holsaticus
Paraleptastacus holsaticus is een eenoogkreeftjessoort uit de familie van de Leptastacidae. De wetenschappelijke naam van de soort is voor het eerst geldig gepubliceerd in 1937 door Kunz.